# 왕정동
왕정동(王亭洞)은 대한민국 전북특별자치도 남원시의 동이다. 넓이는 6.1km2이고, 인구는 2009년 기준으로 1,917세대, 5,055명이다. 왕정동은 남원시의 서부쪽에 위치하고 있으며 남원의 4대문 중 하나인 서문을 중심으로 왕정동, 신정동, 화정동의 3개 법정동으로 형성되어 있다.

## 법정동
- 왕정동(王亭洞)
- 신정동(新正洞)
- 화정동(花井洞)

## 교통
- 남원역

## 아파트
| 단지명                     | 건설사     | 시행사         | 주소                | 입주       | 비고 |
| -------------------------- | ---------- | -------------- | ------------------- | ---------- | ---- |
| 남원 오투그란데 퍼스트시티 | ㈜제일건설 | 에버종합건설㈜ | 교룡로 28 (신정동)  | 2023년 2월 |      |
| 남원 오투그란데 디아트     | ㈜제일건설 | 에버종합건설㈜ | 남문로 281 (신정동) | 2024년 3월 |      |

## 교육
- 남원여자고등학교
- 성원고등학교